# James Tobin
James Tobin (5 tháng 3 năm 1918 – 11 tháng 3 năm 2002) là một nhà kinh tế học người Hoa Kỳ. Trong cuộc đời của mình, ông từng hoạt động trong Hội đồng cố vấn kinh tế và Ủy ban Thống đống của Hệ thống Dự trữ Liên bang, và giảng dạy tại các trường đại học Harvard và Yale. Ông là một đại biểu của trường phái Kinh tế học Keynes. Ông đã phát triển ý tưởng của kinh tế học Keynes, và ủng hộ chính phủ can thiệp để ổn định đầu ra và tránh suy thoái. Công việc nghiên cứu hàn lâm của ông bao gồm những đóng góp tiên phong trong việc nghiên cứu đầu tư, chính sách tiền tệ và tài chính cũng như thị trường tài chính. Ông cũng đề xuất một mô hình kinh tế lượng cho các biến nội sinh còn thiếu, được biết đến với tên gọi mô hình Tobit. Tobin được nhận giải Nobel Kinh tế năm 1981.
Ngoài các nghiên cứu hàn lâm, Tobin được biết đến rộng rãi cho các đề nghị của ông về một loại thuế cho giao dịch ngoại hối, bay giờ được gọi là "thuế Tobin". Loại thuế này được thiết kế để giảm đầu cơ trong thị trường tiền tệ quốc tế, mà ông xem là nguy hiểm và không hiệu quả.
Ông đã giành được học bổng quốc gia để theo học Đại học Harvard ngành kinh tế học vào năm 1935 và có các học vị cử nhân, thạc sĩ và tiến sĩ chuyên ngành kinh tế học tại trường này. Ở bậc tiến sĩ, ông được Joseph Schumpeter hướng dẫn khoa học.
Sau khi học xong, Tobin làm giảng viên đại học tại Đại học Yale từ năm 1950. Ngoài giảng dạy, ông còn tích cực nghiên cứu và có những đóng góp lớn về học thuật trong các lý luận về đầu tư (Hệ số q của Tobin), chính sách tiền tệ và tài chính, lý thuyết thị trường tài chính, tài chính quốc tế (Thuế Tobin), kinh tế lượng (Mô hình Tobit), kinh tế học phúc lợi. Năm 1955, Tobin được trao giải Giải John Bates Clark. Năm 1981, ông được trao Giải Nobel Kinh tế. Tobin còn làm công tác tư vấn chính sách cho nhiều tổ chức như Bộ Tài chính Hoa Kỳ, Cục Dự trữ Liên bang Hoa Kỳ. Đặc biệt là từ năm 1961 đến 1962, ông là thành viên của Hội đồng Tư vấn Kinh tế cho Tổng thống John F. Kennedy.
Trong Chiến tranh thế giới thứ hai, Tobin từng là sĩ quan hải quân trên một tàu khu trục của Hải quân Hoa Kỳ.
Tobin nghỉ hưu năm 1988 và mất ngày 11 tháng 3 năm 2002.

## Các tác phẩm tiêu biểu
- Tobin, James (1941). "A note on the money wage problem". Quarterly Journal of Economics. Quyển 55 số 3. tr. 508–516. doi:10.2307/1885642. JSTOR 1885642.
- Tobin, James (1955). "A Dynamic Aggregative Model". Journal of Political Economy. Quyển 63.2 số 2. tr. 103–15. doi:10.1086/257652.
- Tobin, James (1956). "The Interest-Elasticity of Transactions Demand for Cash," Review of Economics and Statistics, 38(3), pp 241-247.[liên kết hỏng]
- Tobin, James (1958a). "Estimation of relationships for limited dependent variables". Econometrica. Quyển 26 số 1. The Econometric Society. tr. 24–36. doi:10.2307/1907382. JSTOR 1907382Bản mẫu:Inconsistent citations{{Chú thích tạp chí}}:  Quản lý CS1: postscript (liên kết)
- Tobin, James (1958b). "Liquidity Preference as Behavior Towards Risk". Review of Economic Studies. Quyển 25.1. tr. 65–86.
- Tobin, James (1961). "Money, Capital, and Other Stores of Value," American Economic Review, 51(2), các trang 26-37. Reprinted in Tobin, 1987, Essays in Economics, v. 1, pp. 217-27. MIT Press.
- Tobin, James (1969). "A General Equilibrium Approach to Monetary Theory". Journal of Money, Credit, and Banking. Quyển 1.1 số 1. tr. 15–29.
- Tobin, James (1970). "Money and Income: Post Hoc Ergo Propter Hoc?" Quarterly Journal of Economics, 84(2), pp. 301-317. Lưu trữ ngày 16 tháng 5 năm 2013 tại Wayback Machine
- Tobin, James and William C. Brainard (1977a). "Asset Markets and the Cost of Capital". In Richard Nelson and Bela Balassa, eds., Economic Progress: Private Values and Public Policy (Essays in Honor of William Fellner), Amsterdam: North-Holland, 235-62.
- Tobin, James (1977b). "How Dead is Keynes?". Economic Inquiry. Quyển XV số 4. tr. 459–468.
- Tobin, James (1992). "money," The New Palgrave Dictionary of Finance and Money, v. 2, pp. 770–79 & in The New Palgrave Dictionary of Economics. 2008, 2nd Edition. Table of Contents and Abstract. Lưu trữ ngày 3 tháng 1 năm 2013 tại archive.today Reprinted in Tobin (1996), Essays in Economics, v. 4, pp. 139-63. MIT Press.
- Tobin, James, Essays in Economics, MIT Press:
v. 1 (1987), Macroeconomics. Scroll to chapter-preview links.
v. 2 Consumption and Economics. Description. Lưu trữ ngày 29 tháng 6 năm 2011 tại Wayback Machine
v. 3 (1987). Theory and Policy (in 1989 paperback as Policies for Prosperity: Essays in a Keynesian Mode). Description Lưu trữ ngày 29 tháng 6 năm 2011 tại Wayback Machine and links.
v. 4 (1996). National and International. Links.
- Tobin, James, with Stephen S. Golub (1998). Money, Credit, and Capital. Irwin/McGraw-Hill. TOC.
- Tobin, James (2008). "Monetary Policy". Trong David R. Henderson (biên tập). Concise Encyclopedia of Economics (ấn bản thứ 2). Indianapolis: Library of Economics and Liberty. ISBN 978-0865976658. OCLC 237794267.